# Šilalė
Šilalė är en ort i Litauen. Den ligger i den västra delen av landet, 210 km väster om huvudstaden Vilnius. Šilalė ligger 100 meter över havet och antalet invånare är 6 026.
Terrängen runt Šilalė är platt. Runt Šilalė är det ganska glesbefolkat, med 30 invånare per kvadratkilometer. Šilalė är det största samhället i trakten. Omgivningarna runt Šilalė är en mosaik av jordbruksmark och naturlig växtlighet.